# Maturino di Langres
Maturino, in latino Maturinus, conosciuto anche nelle varianti Matilin, Matelin, Mathelin, Maturin (Larchant, ... – Roma, 310 circa), è stato un religioso francese, venerato come santo dalla Chiesa cattolica.
Originario del Gâtinais ed evangelizzatore delle Gallie, è famoso per le sue conoscenze mediche per le quali pare abbia guarito dalla follia la figlia dell'imperatore Massimiano. È patrono dei folli, dei lunatici, dei buffoni e dei marinai.

## Agiografia
La prima fonte a parlare di Maturino è il Martirologio di Usuardo, scritto nell'875; nel secolo successivo, fu composta una biografia di Maturino. 
Secondo tale fonte leggendaria, Maturinus era nato a Larchant, i suoi genitori, Marino ed Eufemia, erano pagani e a suo padre fu affidato da Massimiano il compito di sterminare i cristiani della regione.
Maturino, tuttavia, fu segretamente battezzato da Policarpo, quando il ragazzo aveva dodici anni. Secondo la leggenda, presto iniziò a compiere miracoli, a scacciare i demoni e a calmare gli individui turbolenti o riottosi. Infine convertì i suoi genitori al cristianesimo. 
Divenne sacerdote all'età di vent'anni e si prese cura della diocesi in cui il vescovo locale si era recato a Roma. 
La sua fama crebbe e l'imperatore stesso Massimiano gli chiese di recarsi a Roma in modo che la figliastra Flavia Massimiana Teodora, che era posseduta da uno spirito maligno, potesse essere curata dal santo. Il demone nel corpo di Teodora fu scacciato. Maturino visse per altri tre anni a Roma, intercedendo con l'imperatore a nome dei cristiani perseguitati. Morì il 1º novembre e fu sepolto in un cimitero romano. Tuttavia, Maturino miracolosamente indicò di voler essere sepolto a Larchant; il suo corpo fu portato a Sens e poi a Larchant.

## Culto

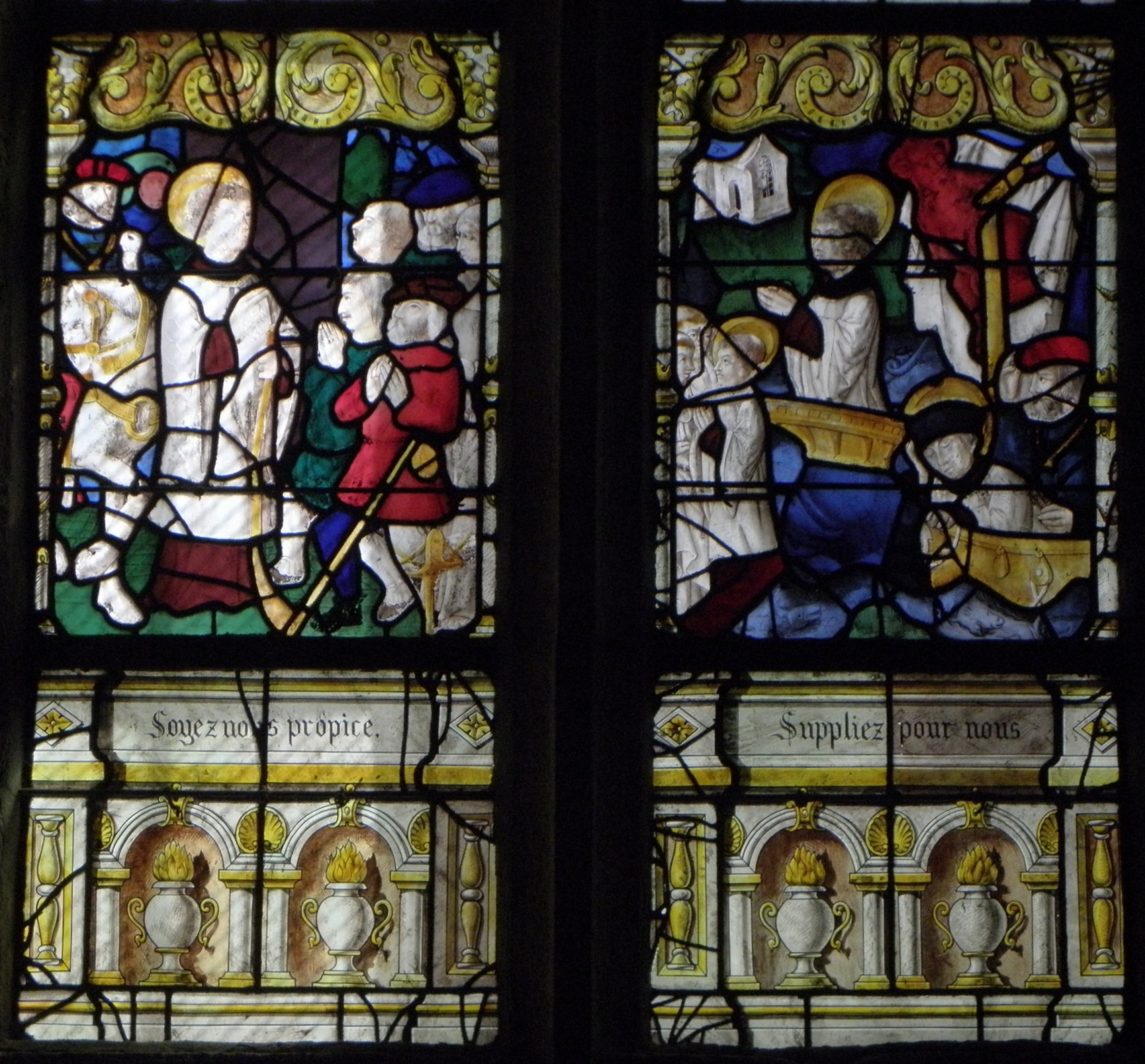
Vetrata con episodi della vita del Santo. Moncontour, Chiesa di Saint-Mathurin

Le reliquie di Maturino sono stati conservate nella chiesa di Saint-Mathurin, a Larchant, così come nella chiesa di Saint-Mathurin a Parigi, situata nel Quartiere Latino. Saint-Mathurin a Larchant è diventata un luogo di pellegrinaggio popolare.
Il culto per Maturino è diventato popolare durante il Medioevo. Egli è stato invocato contro la malattia mentale e l'infertilità. A causa della sua associazione con la follia e la malattia mentale, è divenuto il santo patrono di attori comici, giullari e clown. È stato anche il patrono dei marinai (in Bretagna), dei lattonieri (a Parigi) e degli idraulici.
In Francia, i frati trinitari erano conosciuti in Francia come "Mathurins", perché i Trinitari erano stanziati nella chiesa di Saint-Mathurin a Parigi dal 1228 in poi. 
Le sue reliquie sono state distrutte dagli Ugonotti.
La memoria liturgica è riportata nel Martirologio Romano al 1º novembre: "A Larchant nella regione del Gâtinais in Francia, san Maturino, sacerdote". 
Per la concomitanza con la festività di tutti i Santi, la commemorazione è stata fissata anche al 9 novembre.